# Thriller (album)
Pour les articles homonymes, voir Thriller.
Albums de Michael Jackson
Off the Wall
(1979) Bad
(1987)
Singles
1. The Girl Is Mine
Sortie : 18 octobre 1982
2. Billie Jean
Sortie : 2 janvier 1983
3. Beat It
Sortie : 21 février 1983
4. Wanna Be Startin' Somethin'
Sortie : 8 mai 1983
5. Human Nature
Sortie : 3 juillet 1983
6. P. Y. T. (Pretty Young Thing)
Sortie : 19 septembre 1983
7. Thriller
Sortie : 23 janvier 1984

Thriller [ˈθɹɪlɚ] est le sixième album studio du chanteur et auteur-compositeur américain Michael Jackson et son deuxième chez Epic Records. Coproduit par Quincy Jones, qui avait déjà collaboré avec Jackson sur l’album Off the Wall en 1979, il sort le 29 novembre 1982. Dans un contexte de rejet croissant de la musique disco, Jackson s’oriente vers une nouvelle direction musicale mêlant post-disco,  rock, funk, quiet storm et R&B, tout en abordant des thèmes plus sombres ; il souhaitait créer un album où, selon ses mots, « chaque chanson serait un tube ». Thriller marque également la première apparition créditée d’un artiste invité sur un album de Jackson, en l’occurrence Paul McCartney. L’enregistrement a eu lieu entre avril et novembre 1982 aux studios Westlake Recording (en) à Los Angeles, avec un budget de 750 000 dollars.
À sa sortie, le projet est acclamé par la critique et devient le premier de Jackson à se hisser au sommet du classement Billboard 200. Il y établit un record en devenant le premier album (hors bande originale de film) à demeurer 37 semaines non consécutives à son sommet, du 26 février 1983 au 14 avril 1984. Sept singles en sont extraits : The Girl Is Mine, Billie Jean, Beat It, Wanna Be Startin' Somethin', Human Nature, P.Y.T. (Pretty Young Thing) et Thriller. Tous atteignent le top 10 du Billboard Hot 100, un record à l’époque, avec Beat It et Billie Jean se classant numéro un. Après la prestation de Billie Jean par Jackson lors de l’émission télévisée Motown 25, où il exécute pour la première fois son célèbre moonwalk, l’album commence à se vendre à un million d’exemplaires par semaine. Les ventes doublent après la diffusion du clip de Thriller sur MTV en décembre 1983.
En 1984, Thriller s’est vendu à 32 millions d’exemplaires dans le monde, devenant ainsi l’album le plus vendu de l’histoire. Il est l’album le plus vendu de l’année 1983 à l’échelle mondiale, et devient également le premier album à être le plus vendu aux États-Unis durant deux années consécutives, en 1983 et 1984. Le projet établit de nouvelles normes dans l’industrie musicale, tant par ses chansons, que par ses clips et ses stratégies promotionnelles, influençant durablement les artistes, maisons de disques, producteurs, spécialistes du marketing et chorégraphes. Avec Thriller, Michael acquiert un nouveau statut en devenant à vingt-cinq ans une icône pop mondiale et l'une des plus grandes stars de la seconde moitié du XXe siècle, son succès confère notamment à Jackson un impact culturel inédit (en) pour un artiste afro-américain, brisant les barrières raciales dans la musique populaire. Il bénéficie alors d’une diffusion régulière sur MTV et est invité à la Maison-Blanche par le président Ronald Reagan. Thriller est également l’un des premiers albums à utiliser le clip vidéo comme véritable outil promotionnel ; ceux de Billie Jean, Beat It et Thriller sont souvent cités pour avoir élevé le clip musical au rang d’art à part entière (en)
Thriller demeure l’album le plus vendu de tous les temps, avec environ 70 millions d’exemplaires écoulés à travers le monde en 2022, selon le Livre Guinness des records, (des chiffres supérieurs à 100 millions apparaissent parfois dans les médias mais ceux-ci ne sont pas fiables selon The Wall Street Journal et The New Yorker). Aux États-Unis, il s’agit de l’album non-compilation le plus vendu, et le deuxième toutes catégories confondues ; il a été certifié 34 fois disque de platine par la Recording Industry Association of America (RIAA) en 2021. Souvent cité parmi les meilleurs albums de tous les temps et comme un disque légendaire, Thriller est reconnu comme un événement culturel majeur aux États-Unis. Il obtient un autre record en remportant huit Grammy Awards en 1984, dont ceux de l’album de l’année et de l’enregistrement de l’année pour Beat It. Jackson a également remporté le record de huit American Music Awards la même année, dont le prix du mérite. En 2008, l’album est introduit au Grammy Hall of Fame et sélectionné par la Bibliothèque du Congrès pour figurer au National Recording Registry pour son « importance culturelle, historique ou esthétique ».

## Genèse et enregistrement

### Contexte

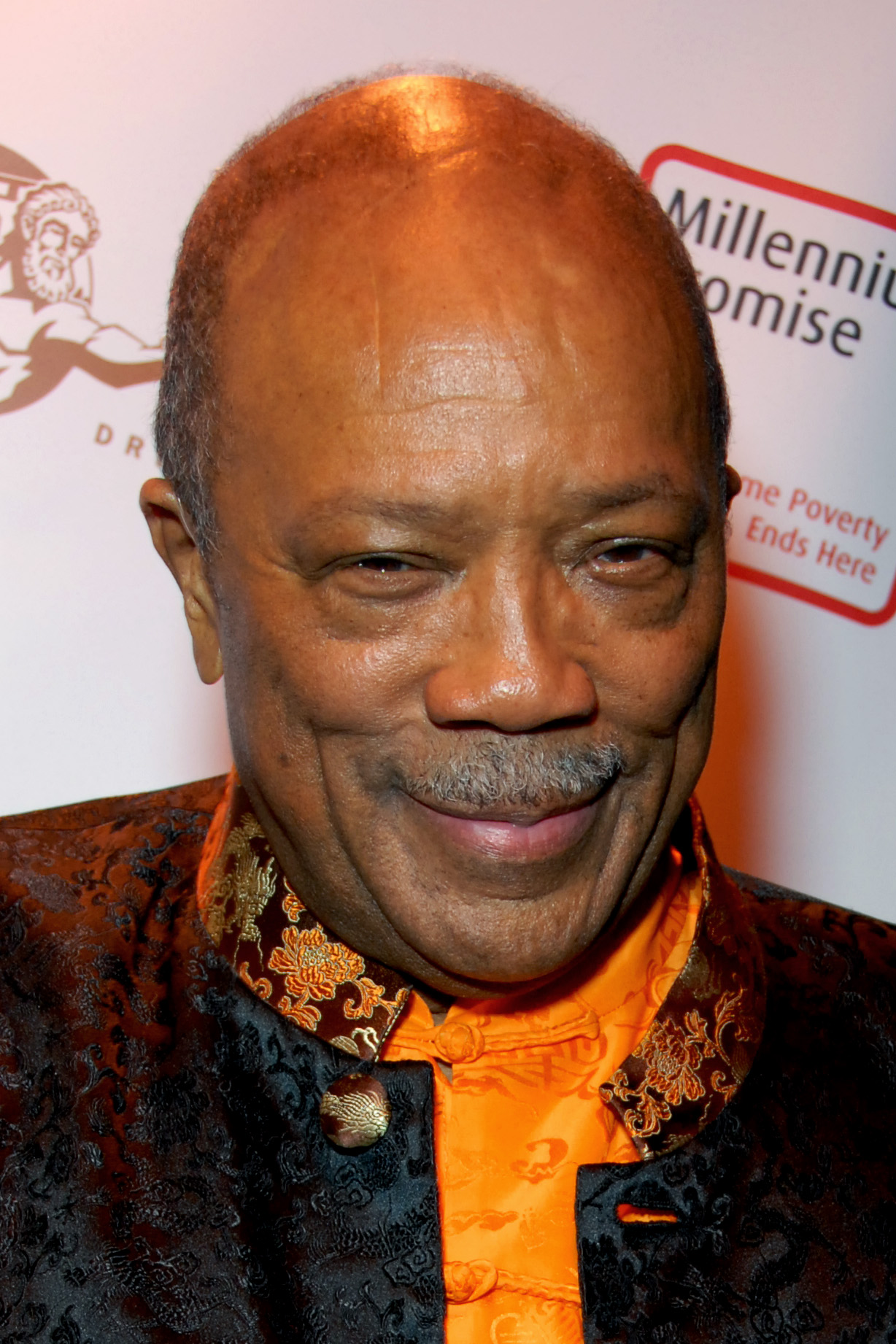
Quincy Jones en 2007.

Le précédent album de Michael Jackson, Off the Wall (1979), fut un succès critique et commercial, avec environ huit millions d'exemplaires vendus à travers le monde. Néanmoins, Jackson fut assez déçu par son unique récompense (Meilleure performance vocale R&B pour Don't Stop 'Til You Get Enough) remportée aux Grammy Awards 1980. Le chanteur se sent sous-estimé par l'industrie de la musique et déclarera à la suite de cette cérémonie : « C'est totalement injuste qu'il [l'album] n'ait pas reçu le Grammy Award du disque de l'année et ça ne doit jamais se reproduire »,. En 1980, lorsqu'il demande à un journaliste du mensuel Rolling Stone si le magazine accepterait qu'il soit en couverture, le journaliste répond par la négative, et Jackson dira : « On m'a dit à maintes reprises que mettre des noirs en couverture de magazines n'est pas vendeur... J'attends. Un jour, ces mêmes magazines mendieront auprès de moi pour que je leur accorde une interview. Peut-être le ferai-je. Et peut-être que non. »,
Les années entre Off the Wall et Thriller constituent également une période de transition pour le chanteur qui revendique de plus en plus son indépendance vis-à-vis de sa famille. En 1973, Joseph Jackson le père de Michael, entame une liaison secrète avec une femme de vingt ans plus jeune que lui ; le couple a un enfant caché. En 1980, Joseph Jackson révèle la vérité à sa famille. Michael Jackson, déjà en colère contre son père du fait de son comportement violent durant son enfance, se sent tellement trahi qu'il se brouille avec lui durant de nombreuses années. Dès août 1979, Michael Jackson qui vient d'avoir 21 ans, annonce à son père qu'il n'est plus son manager et qu'il le remplace par John Branca. Il confie à ce dernier qu'il veut être « la plus grande star du show-business et la plus riche ». Quincy Jones déclare de surcroît peu avant l'enregistrement de l'album Thriller : « Michael Jackson va devenir la plus grande star des années 80 et 90 ».
Cependant, le chanteur reste profondément malheureux ; il explique : « Même à la maison, je suis seul. Je suis assis dans ma chambre et parfois je pleure. C'est tellement difficile de se faire des amis... Parfois, je me balade dans le quartier la nuit, avec l'espoir de trouver quelqu'un à qui parler. »,. Dans le même temps, il modifie son apparence physique de façon radicale. D'abord, dès les clips pour Off the Wall (1979), ses cheveux sont décrêpés. Puis, au début de la décennie 1980, conseillé par Diana Ross, il entame la première d'une longue série d'opérations de chirurgie esthétique : « nez affiné, pommettes redessinées et lèvres amincies ». Cette métamorphose l'éloigne quelque peu du physique de l'afro-américain typique qu'il représentait sur la couverture d'Off the Wall.

### Déroulement

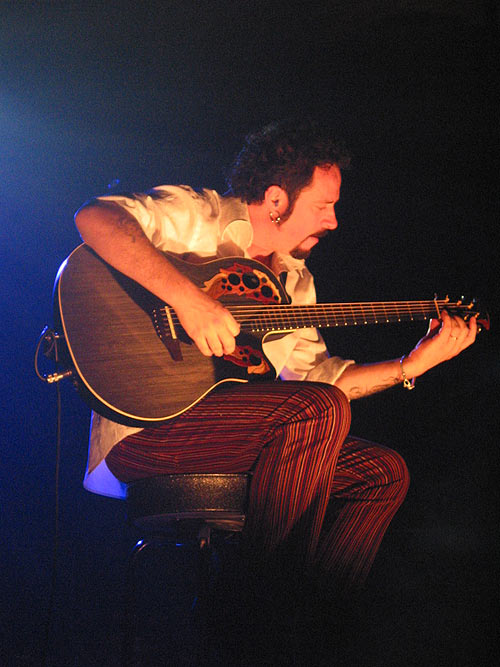
Steve Lukather du groupe Toto.

En 1982, Michael Jackson fait à nouveau équipe avec Quincy Jones (producteur d'Off the Wall) pour enregistrer son sixième album studio (son deuxième chez Epic Records). La préparation de Thriller a lieu du 14 avril au 8 novembre au studio Westlake, avec un budget de production de 750 000 dollars. Michael Jackson a une idée bien précise en tête, il veut que chaque titre de l'album soit conçu pour devenir un tube en puissance,,. Pour ce faire, les deux hommes travaillent ensemble sur trois cents chansons, dont seulement neuf sont finalement conservées. Comme l'expliquèrent plus tard Quincy Jones et Rod Temperton, certaines chansons n'ont pas été retenues car elles n'avaient pas la « nervosité » des autres titres. L'album, dont les styles musicaux sont principalement le funk, la soul et la pop, bénéficie également du renfort d'artistes et musiciens renommés sur plusieurs titres, dont ceux du groupe Toto, ainsi que James Ingram, Paul McCartney, Eddie Van Halen, etc. Même si l'album a mis plusieurs mois pour être produit, la majeure partie du travail a été réalisée en seulement huit semaines, ce qui, selon Quincy Jones, constituait un atout pour créer et ne pas trop être dans la réflexion.
« Issu d'un travail collectif de musiciens possédant tous une parfaite maîtrise de leur métier, Thriller est un patchwork de sonorités et d'influences de toutes sortes taillé d'emblée pour le marché mondial » analyse l'historien Ludovic Tournès. À la fin des années 1970, les qualités de chanteur de Michael Jackson sont respectées par les médias. Rolling Stone compare sa voix au « bégaiement de rêve à couper le souffle » de Stevie Wonder et retient que « le timbre ténor de Michael Jackson, léger comme une plume est extraordinairement beau. Il glisse doucement vers une surprenante voix de fausset, qui est utilisée de manière audacieuse »,. En tant que ténor pop disposant d'un large éventail vocal, Michael Jackson choisit d'adopter pour Thriller un ton généralement élevé. Par ailleurs, le chanteur continue d'utiliser la technique du « hoquet vocal »,. Finalement, Rolling Stone écrit que Michael Jackson chante désormais avec une « voix pleinement adulte [...] teintée de tristesse »,.

## Création et analyse des chansons
Jackson écrit quatre chansons pour cet album : Wanna Be Startin' Somethin', The Girl Is Mine (avec Paul McCartney), Beat It et Billie Jean. Contrairement à de nombreux artistes, Jackson n'écrit pas ses chansons sur papier, mais utilise un appareil enregistreur. Puis lors des enregistrements, il chante les chansons de mémoire,. Déjà dans Off the Wall, Michael Jackson laissait entrevoir un côté sombre malgré la thématique pop et légère de l'ensemble. Cet aspect est renforcé dans Thriller où s'affichent des éléments contradictoires, caractéristiques de l'œuvre de Jackson : la paranoïa et une imagerie plus sombre. Cela se vérifie surtout dans les chansons Billie Jean, Wanna Be Startin' Somethin et Thriller.
Dans Billie Jean, Jackson raconte l'histoire d'une fan obsessionnelle qui affirme qu'il est le père de son enfant. C'est une chanson qui lui tient à cœur car le personnage féminin, Billie Jean, est un mélange de plusieurs femmes perturbées qui ont prétendu à différentes reprises que lui ou l'un de ses frères étaient les géniteurs de leurs enfants. Ce morceau demande à Michael Jackson beaucoup de travail. Il met notamment trois semaines pour trouver le solo de basse de l'introduction mais se heurte à Quincy Jones qui préfère qu'elle soit écourtée. Jackson insiste pour la conserver car il pense qu'elle incite les gens à danser immédiatement sur la chanson.

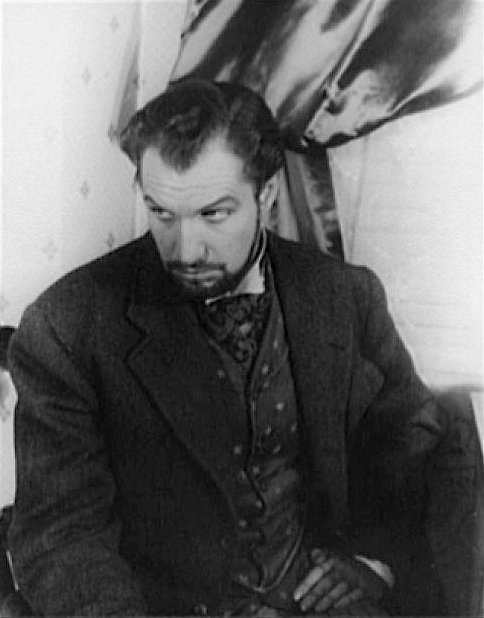
L'acteur emblématique des films d'horreur, Vincent Price.

Jones et Jackson sont déterminés à faire une chanson rock qui leur permettrait d'élargir leur public. Ils passent donc des semaines à la recherche d'un guitariste pour la chanson écrite par Jackson, Beat It. Ils fixent leur choix sur Eddie Van Halen du groupe de hard rock Van Halen,. Pour Jackson, le propos de la chanson est que personne n'est obligé d'être un dur, vous pouvez fuir une bagarre et être toujours un homme. Vous n'avez pas à mourir pour prouver que vous êtes un homme,. Dans le clip qui l'accompagne, l'hymne non violent et anti-gangs que constitue Beat It se double d'un hommage à West Side Story. 
Lorsque Rod Temperton écrit la chanson Thriller, il veut dans un premier temps l'appeler Starlight ou Midnight Man mais choisit Thriller car il estime que ce mot a un potentiel commercial plus important. Souhaitant qu'une personnalité célèbre récite les paroles de clôture de la chanson, Temperton fait appel à une figure des films d'horreur, l'acteur américain Vincent Price, qui effectue sa prestation en deux prises. Temperton écrit le dialogue dans un taxi qui le conduit vers le studio d'enregistrement.
Wanna Be Startin' Somethin' a été écrite quelques années plus tôt et a un style qui ressemble beaucoup plus à celui d'Off The Wall. Ce titre funk s'accompagne d'une basse, de percussions à l'arrière-plan et, vers le milieu du morceau, d'une ligne rythmique en swahili, donnant au titre un style international. La dernière partie du morceau incorpore le refrain de la chanson Soul Makossa du musicien camerounais Manu Dibango. En 1984, Manu Dibango et la SACEM portent réclamation pour l'utilisation de 77 secondes de la chanson Soul Makossa sans en avoir eu l'autorisation. L'affaire se règle par un arrangement financier.
À l'époque de Thriller, Paul McCartney et Michael Jackson sont amis et interprètent quelques duos ensemble, dont The Girl Is Mine qui est le premier titre enregistré pour l'album. La chanson parle de deux amis qui se disputent la même femme, chacun tentant de convaincre son rival qu'il l'aime davantage. Elle s'achève sur un dialogue. Même si Paul McCartney juge a posteriori la chanson un peu superficielle, Michael Jackson déclarera plus tard qu'elle fait partie de ses chansons préférées du fait de sa très bonne entente avec McCartney lors de l'enregistrement.
Le ton mélancolique et introspectif d'Human Nature se retrouve dans ses paroles : « Regarde dehors, le matin, lorsque la ville se réveille, tends ta main, je touche son épaule, je rêve de la rue »,. Composée par Steve Porcaro du groupe Toto et paroles de John Bettis, c'est la dernière chanson choisie pour Thriller, évinçant Carousel de celui-ci.

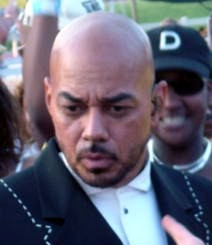
James Ingram.

Écrite à l'origine par Michael Jackson, P. Y. T. (Pretty Young Thing) est entièrement remaniée par James Ingram et Quincy Jones. Janet et LaToya Jackson en assurent les chœurs. Cette chanson ainsi que The Lady in My Life de Rod Temperton donnent à l'album une direction plus R&B.
Les relations entre Jackson et Jones se sont tendues au cours de l'élaboration de l'album. Jackson passe beaucoup de temps à répéter seul des pas de danse. Concentré sur cet objectif, il oublie de s'alimenter correctement, de se laver et broie du noir, au grand désarroi de ses proches. Lorsque les neuf chansons de l'album sont enfin achevées, les deux hommes sont mécontents du résultat et passent une semaine sur chaque chanson pour les remixer. Jones est persuadé que Billie Jean n'est pas un titre assez fort pour être conservé sur l'album, mais Michael Jackson est en désaccord et décide de le garder. Jones dit à Jackson que Thriller ne pourra sans doute pas avoir le même succès qu'Off the Wall, car le marché du disque va mal. En réponse, Jackson menace d'annuler la sortie de l'album.

## Accueil public et critique
Thriller sort le 30 novembre 1982 et, à son apogée, se vend à un million d'exemplaires par semaine dans le monde entier. Sept 45 tours sont issus de l'album, dont The Girl Is Mine, qui sort en premier. Ce choix surprend et déplaît, et laisse croire aux critiques et fans que l'album risque d'être une déception, voire que Michael Jackson s'est « vendu » au public blanc. The Girl Is Mine est suivi par le hit Billie Jean, qui permet à Thriller de grimper aux sommets des hit-parades du monde entier,. Le succès continue avec Beat It, à laquelle participent les guitaristes Eddie Van Halen et Steve Lukather. Enfin, le single Thriller devient à son tour un succès international. Aux États-Unis, l'album passe un nombre record de 37 semaines à la première place du classement de l'influent magazine Billboard. À l'époque, seules les bandes originales des films South Pacific (69 semaines) et West Side Story (54 semaines) ont fait mieux. Sept des neuf chansons de l'album sortent en single et figurent toutes dans le Top 10 du Billboard Hot 100,.
Les critiques musicaux sont enthousiasmés par Thriller et saluent la performance de Michael Jackson. Pour Rolling Stone, l'album est « somptueux », d'une « vitalité pure » et « une autre fontaine pour l'évolution créative de cet artiste prodigieusement doué ». Pour l'hebdomadaire People, « la volonté d'expérimenter et un sens du rythme sans aucune faille en font un album qui ne dément pas son titre ». Selon Variety, « Jackson retravaille des thèmes romantiques qui nous sont familiers de sa voix de fausset qui s'envole, légère ; il nous donne sa version avec élégance, dans une production adroite, vive, réminiscente de ses succès passés ». La revue musicale Stereo Review est impressionnée par « la production super-spectaculaire », « l'interprétation saisissante » et « la tempête de rythme et d'effets spéciaux ». Thriller est « flamboyant » et « ne renie pas son titre ». Autre revue musicale américaine, High Fidelity admire « la machine lisse et acérée » que constitue Thriller, il s'agit pour elle, d'« un travail de conscience et d'assurance inouïe ». Enfin, le New York Times loue un album « superbement fait » et conclut sur ces mots : « avec une confiance inébranlable qui colore l'album dans son entier, Thriller suggère que l'évolution de M. Jackson en tant qu'artiste est loin d'être terminée. »,,.

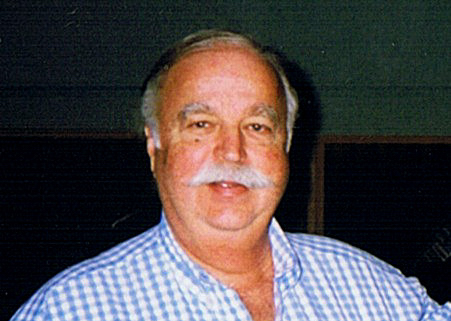
Bruce Swedien, ingénieur du son, gagne le huitième Grammy Award de l'album.

L'album permet à Jackson de décrocher un nouveau record en remportant huit Grammy Awards en 1984, dont celui de l'album de l'année. Le huitième Grammy est remis à l'ingénieur du son Bruce Swedien,. La même année, Jackson obtient huit American Music Awards, le « Special Award of Merit » et trois MTV Video Music Awards. Thriller est reconnu officiellement, le 7 février 1984, comme étant l'album le plus vendu au monde, par le Livre Guinness des records. Les ventes mondiales de l'album sont estimées à 66 millions d'exemplaires,. Le décès prématuré de Michael Jackson, survenu en 2009, fait remonter les ventes de l'album et, le 16 décembre 2015, Thriller est certifié 30 fois disque de platine par la Recording Industry Association of America (RIAA), ce qui représente alors la certification la plus élevée attribuée à un album aux États-Unis,. Le 1er février 2016, l'album est certifié 32 fois disque de platine. Toutefois, cette certification suscite la polémique, car elle est obtenue grâce aux nouvelles règles de la Recording Industry Association of America qui ne se base plus uniquement sur les ventes physiques mais comptabilise également les écoutes et les vues sur les plates-formes de consommation de musique numérique (YouTube, Deezer, etc.),.

## Contributions et influences

### Industrie musicale
Michael Jackson engrange des profits records grâce aux ventes de l'album ainsi que celles de la vidéo, The Making of Michael Jackson's Thriller, produit par Jackson et John Landis. Financée par MTV, la vidéo se vend à 350 000 exemplaires dès les premiers mois de sa commercialisation. Dans un marché dominé par les singles, Thriller rehausse l'importance des albums, ce qui n'empêche pas les multiples succès de ses singles de bouleverser la prévision du nombre de singles à succès qui peuvent être extraits d'un album. Thriller occupe une place importante dans la culture américaine ; le biographe J. Randy Taraborrelli explique : « À un certain moment, Thriller a cessé d'être vendu comme un objet de loisir — tel qu'un magazine, un jouet, des places pour un film à succès — et a commencé à être vendu comme un produit de base. »[pas clair],
Au moment de la sortie de l'album, un communiqué de presse de Gil Friesen, Président d'A&M Records, affirme que : « Toute l'industrie [musicale] est partie prenante de ce succès »,. Ainsi, le magazine rival de Billboard, Cash Box n'hésite pas à écrire que Michael Jackson est « le sauveur du disque ». Quincy Jones avait d'ailleurs déclaré, au début des sessions d'enregistrement de l'album : « Avec Thriller nous allons sauver l'industrie du disque ». Le chiffre d'affaires réalisé par CBS l'année qui suit la sortie de l'album le confirme. Selon le Los Angeles Times du 24 juillet 1983 : « l'augmentation du profit de 101 % pendant le premier trimestre fut la meilleure performance de janvier à mars de toute l'existence de la société (unité disques). Ce gain avait été provoqué par des artistes tel Michael, dont l'album Thriller avait produit quatre 45 tours à succès et s'était vendu à plus de huit millions d'exemplaires — le meilleur chiffre depuis l'heure de gloire de la société en 1978. ». Le critique musical du Los Angeles Herald Examiner, Mikal Gilmore, rappelle que : « Tout comme Elvis Presley et les Beatles aidaient au temps de leur gloire à galvaniser les industries stagnantes, Jackson le peut également. (…) [Il] aide à unifier un public large et suffisamment divers pour compter de façon réaliste comme consensus de masse ! ». Time résume l'influence de Thriller en une « confiance retrouvée » pour une industrie proche des « ruines du punk et des zones chics de la synthpop ». Le magazine décrit l'influence de Michael Jackson : « Star des disques, de la radio des vidéos rock. Une équipe de sauvetage solo pour l'industrie de la musique. Un auteur qui fixe le rythme pendant une décennie. Un chanteur qui traverse toutes les frontières de goût, de style et aussi de couleur »,.
En 2007, la Bibliothèque du Congrès inscrit officiellement l'album Thriller au Registre national des enregistrements (National Recording Registry). Les enregistrements sonores (discours, sons, chansons, albums musicaux, etc.) qui figurent sur cette liste présentent un « intérêt culturel, historique ou esthétique, et reflètent ou donnent des informations sur la vie aux États-Unis »,.

### Clips abolissant les cloisonnements raciaux

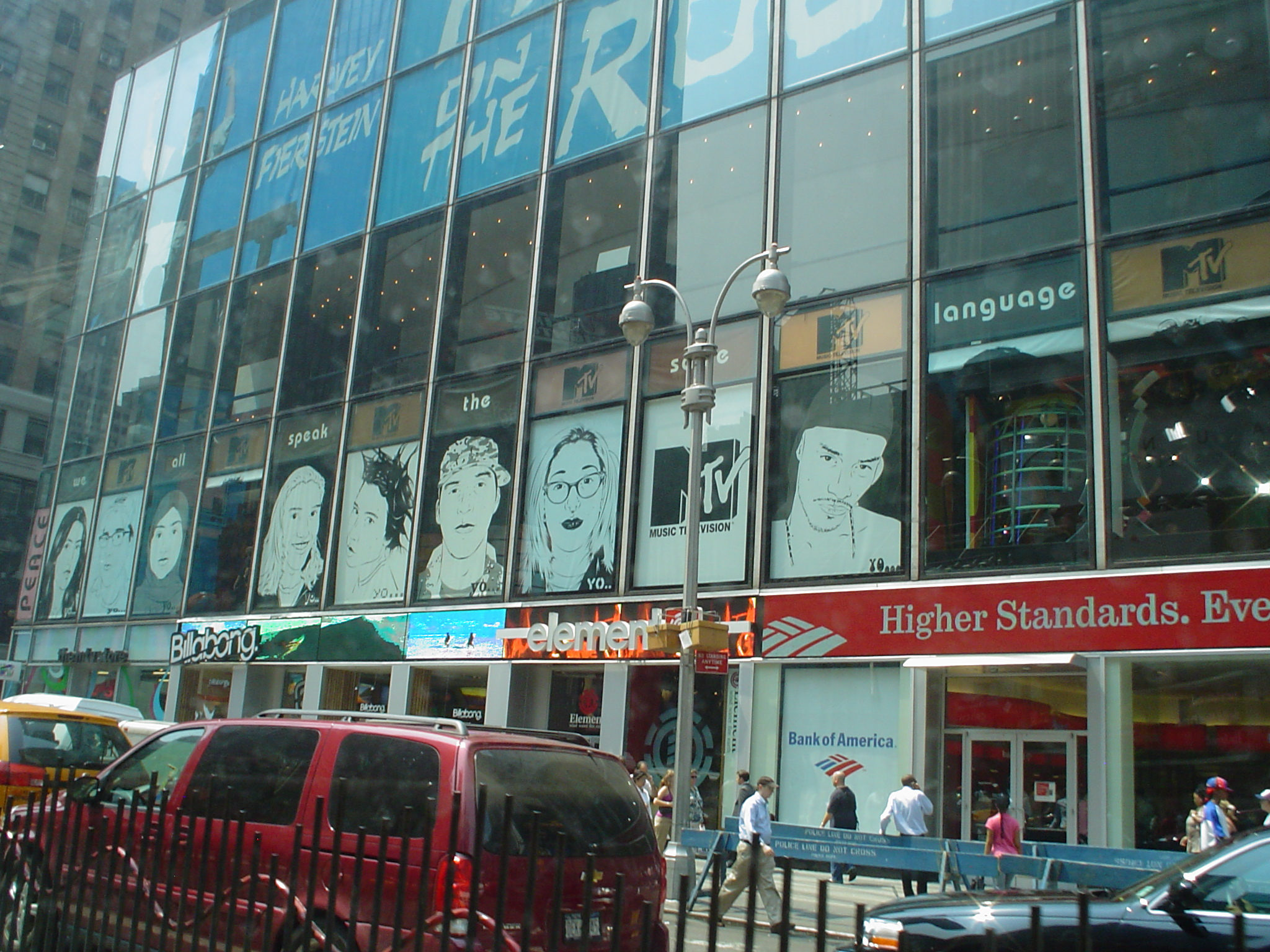
Les studios MTV à New York.

Lorsqu'en 1981, la chaîne musicale américaine MTV démarre son activité commerciale, elle se distingue par la diffusion de vidéoclips, vingt-quatre heures sur vingt-quatre. Spécialisée dans le rock 'n' roll, MTV adopte une définition restrictive de ce genre musical, excluant de fait les artistes noirs. Durant les dix-huit premiers mois, la programmation musicale de MTV comprend à peine 3 % d'œuvres interprétées par des musiciens noirs, le département marketing de l'entreprise ayant estimé que sa cible commerciale, les jeunes urbains blancs, n'aime pas la musique afro-américaine et qu'elle est susceptible d'être rebutée par le visionnage de Noirs à l'écran,. La conception du clip, établie par MTV, s'impose alors à toute l'industrie musicale : une chanson filmée, de la new wave, du rock, du heavy metal ou de la pop destinée à un public blanc. Selon MTV, un genre musical ne serait pas le produit d'un développement artistique original mais correspondrait à une division raciale de la société ; la musique noire étant strictement une musique jouée par des Noirs pour des Noirs et la blanche par des Blancs pour des Blancs,. Accusée de racisme — elle est surnommée « KKKTV » (Ku Klux Klan TV) dans les quartiers noirs —, la chaîne est même menacée de poursuite judiciaire par quelques artistes noirs, comme l'artiste de funk et de soul Rick James, dont MTV refuse de diffuser les clips. D'abord confinée dans des débats internes à l'industrie du disque, la critique de la politique de programmation musicale de MTV se répand rapidement dans les médias puis dans le public. Invité de la chaîne musicale, la rockstar David Bowie amplifie la portée de la controverse en affirmant que MTV a un devoir moral d'ouvrir son antenne aux artistes noirs,. Mais la Warner Communications, propriétaire de MTV, reste insensible aux critiques et à la publicité négative qu'elles engendrent. Elle martèle que sa chaîne musicale est spécialisée dans le rock 'n' roll et propose des vidéos correspondant aux attentes de son public. Elle soutient, de plus, qu'il ne s'agit pas de discrimination raciale, puisque des groupes, tels que les britanniques de Musical Youth, un groupe de reggae composé de musiciens noirs, sont diffusés sur MTV,.
Afin d'exploiter l'aspect crossover de l'album, la maison de disque Columbia Records (CBS) double le succès commercial de Billie Jean d'un vidéoclip et insiste en vain auprès de MTV pour qu'elle le diffuse afin de toucher un public plus large,. Exaspéré par ce nouveau refus, le président de la maison de disque, Walter Yetnikoff, menace de retirer de la programmation de MTV tous ses artistes, parmi lesquels Pink Floyd, Journey et Billy Joel. Le 2 mars 1983, MTV cède et passe le clip du futur « roi de la pop »,,. Celui de Beat It, inspiré de West Side Story et mis en scène par un publicitaire et un chorégraphe de Broadway, est au programme de MTV le mois suivant. Initialement, les dirigeants de MTV et CBS sont convaincus que Billie Jean séduira essentiellement le public noir, contrairement à Beat It qui s'adresserait davantage à un public blanc. Or, l'énorme succès de Billie Jean, puis de Beat It, déjoue leurs prévisions ; les deux clips s'imposent auprès du public habituel de MTV,. Grâce à ces succès, MTV change peu à peu sa politique commerciale, ce qui permet à Michael Jackson, ainsi que progressivement à d'autres artistes noirs, d'obtenir une véritable reconnaissance populaire en touchant un grand public. À cette époque, pour un artiste noir, le succès populaire de Michael Jackson est sans précédent. Les vidéoclips extraits de l'album Thriller ont ouvert la voie à d'autres artistes afro-américains, tels que Prince et Tina Turner,,. The Girl Is Mine est félicitée pour avoir évoqué une histoire d'amour interraciale à la radio. De son côté, MTV profite également de ces succès en devenant la chaîne de référence pop et R&B et une véritable marque de fabrique,,.
Michael Jackson transforme le clip en une forme d'art à part entière et surtout en un outil promotionnel particulièrement efficace grâce à l'utilisation de scénarios complexes, de chorégraphies, d'effets spéciaux et d'apparitions (caméos) de personnalités célèbres. La popularité des clips propulse une nouvelle fois l'album à la première place du classement des meilleures ventes. Toutefois, le label refuse de produire le troisième clip de l'album. Ils se satisfont des succès déjà obtenus par l'album et le coût estimé pour la réalisation du clip de Thriller leur semble prohibitif, aussi Jackson propose à MTV de financer ce projet,. Lorsque ce court-métrage de quatorze minutes est diffusé, MTV le passe deux fois en une heure à la demande des téléspectateurs. Il bouleverse l'industrie du clip, est désigné meilleur clip de tous les temps par les médias et le public et inspire de nombreux artistes. L'écrivain, critique musical et journaliste Nelson George écrit en 2004 « Il est difficile d'écouter les chansons de Thriller en les dissociant des clips. Pour la plupart d'entre nous, les images définissent les chansons. En fait, on pourrait faire valoir que Michael est le premier artiste de l'ère MTV à avoir un album entier étroitement lié aux images dans l'imagination du public. »,. Si la chorégraphie finale de Beat It est fréquemment imitée, celle de Thriller est indissociable de Michael Jackson. Elle devient un élément de la culture pop, reproduite de Bollywood aux prisons des Philippines. L'impact du clip sur les ventes des singles est indéniable. Ainsi, la chanson Thriller sort le 2 décembre 1983 et se vend à 200 000 exemplaires. Après la diffusion du clip, les ventes triplent en cinq jours.

## Liste des titres
| No | Titre                                  | Auteur                     | Durée |
| -- | -------------------------------------- | -------------------------- | ----- |
| 1. | Wanna Be Startin' Somethin'            | Michael Jackson            | 6:02  |
| 2. | Baby Be Mine                           | Rod Temperton              | 4:20  |
| 3. | The Girl Is Mine (avec Paul McCartney) | Michael Jackson            | 3:42  |
| 4. | Thriller                               | Rod Temperton              | 5:57  |
| 5. | Beat It                                | Michael Jackson            | 4:17  |
| 6. | Billie Jean                            | Michael Jackson            | 4:54  |
| 7. | Human Nature                           | John Bettis, Steve Porcaro | 4:05  |
| 8. | P. Y. T. (Pretty Young Thing)          | James Ingram, Quincy Jones | 3:58  |
| 9. | The Lady in My Life                    | Rod Temperton              | 4:59  |

| 10. | Quincy Jones Interview #1         | 2:19 |
| 11. | Someone in the Dark               | 4:47 |
| 12. | Quincy Jones Interview #2         | 2:04 |
| 13. | Billie Jean (Home Demo from 1981) | 2:20 |
| 14. | Quincy Jones Interview #3         | 3:10 |
| 15. | Rod Temperton Interview #1        | 4:03 |
| 16. | Quincy Jones Interview #4         | 1:32 |
| 17. | Voice-Over Session from Thriller  | 2:52 |
| 18. | Rod Temperton Interview #2        | 1:56 |
| 19. | Quincy Jones Interview #5         | 2:01 |
| 20. | Carousel                          | 1:50 |
| 21. | Quincy Jones Interview #6         | 1:17 |

| 1. | Billie Jean (Official Video) | Michael Jackson | 4:56 |
| 2. | Beat It (Official 4K Video)  | Michael Jackson | 4:59 |
| 3. | Thriller (Official 4K Video) | Rod Temperton   | 5:58 |

### Titres non retenus

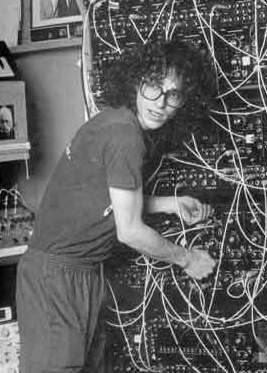
Steve Porcaro du groupe Toto.

Les chansons suivantes ont été travaillées pour l'album mais n'ont pas été retenues pour la sélection finale :
- Carousel : aussi connue sous le nom de Circus Girl, composée par Michael Sembello[N 23],[36]
- Nite Line : écrite par Glen Ballard[74]
- Starlight : écrite par Rod Temperton[74],[N 24]
- Goin' to Rio : coécrite par Michael Jackson et Carole Bayer Sager[74]
- Al Capone : coécrite par Michael Jackson et Rod Temperton[74],[N 25]
- Sunset Driver : coécrite par Michael Jackson et Rod Temperton[74],[N 26]
- Got the Hots : coécrite par Michael Jackson et Quincy Jones[74]
- Can't Get Outta The Rain[31],[N 27]
- Hot Street
- Behind the Mask
- She's Trouble[75]
- What a Lovely Way to Go[75]
- Who Do You Know [75]
- The Toy[75]

## Rééditions
Thriller est réédité en 2001 dans une version intitulée « Thriller: Special Edition » comprenant les titres originaux remasterisés, les titres Someone In the Dark, et Carousel, la maquette originale de Billie Jean, ainsi que des entretiens avec Quincy Jones et Rod Temperton. Le verso de l'album affiche par ailleurs un nouveau visuel.
En février 2008, une version intitulée Thriller 25, dont Michael Jackson est le producteur exécutif, sort afin de célébrer le 25e anniversaire de l'album. Thriller 25 comprend le morceau inédit For All Time et cinq remixes avec les artistes américains Fergie, will.i.am, Kanye West et Akon,,. Certaines éditions collector contiennent des visuels originaux et un DVD où figurent les clips de Thriller, Beat It et Billie Jean, ainsi que la prestation de Billie Jean lors de Motown 25: Yesterday, Today, Forever. Deux titres sortent en single : The Girl Is Mine 2008 et Wanna Be Startin' Somethin' 2008. L'accueil critique de cet album est mitigé car si certains remixes sont jugés réussis, d'autres au contraire sont jugés « décevants » et comme n'apportant « strictement rien » à l'album d'origine,.
En novembre 2022, une nouvelle version intitulée Thriller 40 sort pour le 40e anniversaire de l'album avec quelques démos inédites.

## Crédits
- Michael Jackson – chant (1-9), chœurs (1-2, 4–7, 9), coproducteur (1, 3, 5, 6), arrangements des cuivres (1), arrangements  vocaux (1, 3, 5, 6), arrangements rythmiques (1, 5, 6), programmation du synthétiseur (6)
- Quincy Jones – producteur, arrangements rythmique (1, 3, 5), arrangements vocaux (3), arrangements musique (8)
- Bruce Swedien – ingénieur du son, mixage
- Bernie Grundman – ingénieur mastering
- Paul McCartney – chant (3)
- Vincent Price – monologue (4)
- Greg Phillinganes – piano électrique Fender Rhodes (1, 3, 5, 6, 9), claviers (2, 4), synthétiseur (1, 2, 4–6, 8), programmation du synthétiseur (8)
- Michael Boddicker – synthétiseur (1, 2), Emulator (6-9), vocoder (8), chœurs (1)
- Brian Bans – programmation du synthétiseur (2), synthétiseur (4)
- Anthony Marinelli – programmation du synthétiseur (2, 4)
- David Paich – synthétiseur (2, 7, 9), piano et arrangements rythmique (3), arrangements musicaux (7)
- David Foster – synthétiseur et programmation du synthétiseur (3)
- Rod Temperton – synthétiseur (4), arrangements rythmique et vocal (2, 4, 9)
- Tom Bahler : Synclavier (5)
- Steve Porcaro – synthétiseur (5, 7, 9), programmation du synthétiseur (2, 3, 5, 7), arrangements musicaux (7)
- Bill Wolfer – claviers (5), synthétiseur (1, 6), programmation du synthétiseur (6)
- Greg Smith : Synergy (5), synthétiseur (6)
- Bruce Cannon : effets sonores (4)
- David Williams – guitare (1, 2, 4, 6)
- Dean Parks – guitare (3)
- Steve Lukather – guitare (3, 5, 7), basse (5), arrangements musicaux (7)
- Eddie Van Halen – guitare solo (5)
- Paul Jackson – guitare (5, 8, 9)
- Louis Johnson – basse (1, 3, 6, 8, 9)
- Gary Grant – trompette, bugle (1, 2, 4)
- Jerry Hey – trompette, bugle (1, 2, 4)
- Bill Reichenbach – trombone (1, 2, 4)
- Larry Williams – saxophone et flûte (1, 2, 4)
- Julia Waters – chœurs (1)
- Maxime Waters – chœurs (1)
- Oren Waters – chœurs (1)
- James Ingram – chœurs (1, 8), claviers et arrangements musique (8)
- Becky Lopez – chœurs (1, 8)
- Bunny Hull – chœurs (1, 8)
- La Toya Jackson – chœurs (8)
- Janet Jackson – chœurs (8)
- Howard Hewett - chœurs (8)
- Leon 'Ndugu' Chancler – batterie (2, 6, 8)
- Jeff Porcaro – batterie (3, 5, 7, 9)
- Paulinho Da Costa – percussions (1, 7)

NB : crédits mentionnés dans le livret de l'album (les numéros entre parenthèses indiquent les chansons sur lesquelles jouent les musiciens susnommés).

## Classements et certifications

### Classements
| Année | Chart                         | Meilleure position |
| ----- | ----------------------------- | ------------------ |
| 1983  | Allemagne (Media Control AG)  | 1                  |
| 1983  | Australie (Kent Music Report) | 1                  |
| 1983  | Autriche (Ö3 Austria Top 40)  | 4                  |
| 1983  | Canada (RPM 100 Albums)       | 1                  |
| 1983  | États-Unis (Billboard 200)    | 1                  |
| 1983  | États-Unis (R&B Albums)       | 1                  |
| 1983  | France (SNEP)                 | 1                  |
| 1983  | Norvège (VG-lista)            | 6                  |
| 1983  | Nouvelle-Zélande (RIANZ)      | 1                  |
| 1983  | Pays-Bas (Mega Album Top 100) | 1                  |
| 1983  | Royaume-Uni (UK Albums Chart) | 1                  |
| 1983  | Suède (Sverigetopplistan)     | 3                  |
| 1983  | Suisse (Schweizer Hitparade)  | 9                  |
| 1984  | Australie (Kent Music Report) | 1                  |
| 1984  | Autriche (Ö3 Austria Top 40)  | 3                  |
| 1984  | Canada (RPM 100 Albums)       | 1                  |
| 1984  | États-Unis (Billboard 200)    | 1                  |
| 1984  | Norvège (VG-lista)            | 8                  |
| 1984  | Nouvelle-Zélande (RIANZ)      | 1                  |
| 1984  | Pays-Bas (Mega Album Top 100) | 1                  |
| 1984  | Royaume-Uni (UK Albums Chart) | 1                  |
| 1984  | Suède (Sverigetopplistan)     | 1                  |
| 1984  | Suisse (Schweizer Hitparade)  | 4                  |

| Année | Chart                         | Meilleure position |
| ----- | ----------------------------- | ------------------ |
| 1983  | Canada (RPM 100 Albums)       | 1                  |
| 1983  | États-Unis (Billboard 200)    | 1                  |
| 1983  | France (SNEP)                 | 1                  |
| 1983  | Royaume-Uni (UK Albums Chart) | 1                  |
| 1984  | Canada (RPM 100 Albums)       | 4                  |
| 1984  | États-Unis (Billboard 200)    | 1                  |
| 1984  | Royaume-Uni (UK Albums Chart) | 6                  |

### Certifications
| Région                                                                                                 | Certification | Ventes/Streams |
| --- | ------------- | -------------- |
| Allemagne (BVMI)                                                                                       | 5 × Or        |                |
| Australie (ARIA)                                                                                       | 16 × Platine  |                |
| Autriche (IFPI)                                                                                        | 8 × Platine   |                |
| États-Unis (RIAA)                                                                                      | 34 × Platine  | 34 000 000*    |
| France (SNEP)                                                                                          | Diamant       | 1 000 000*     |
| Royaume-Uni (BPI)                                                                                      | 11 × Platine  |                |
| Suisse (IFPI)                                                                                          | 6 × Platine   |                |
| *Ventes selon la certification ^Mise en rayon selon la certification xNon précisé par la certification |               |                |